# دهان‌شویه (بازی ویدئویی)
دهان‌شویه (به انگلیسی: Mouthwashing) یک بازی ماجراجویی در سبک وحشت روان‌شناختی می‌باشد که توسط رانگ اورگان توسعه‌یافته و توسط کریتیکال رفلکس منتشر گردیده‌است. این بازی از دید اول شخص می‌باشد و داستان بازی نیز بر روی پنج عضو خدمه کشتی‌باری فضایی تولپار پس از یک تصادف مرموز متمرکز است. داستان این بازی غیرخطی روایت می‌شود.